# 원피스: 에피소드 오브 사보 ~삼형제의 인연 기적의 재회와 이어받은 의지~
(원피스: 에피소드 오브 사보 ~삼형제의 인연 기적의 재회와 이어받은 의지~)(일본: ONE PIECE エピソードオブサボ 〜3兄弟の絆 奇跡の再会と受け継がれる意志〜)은 2015년 8월 22일에 “토요 프리미엄”범위로 방송 된 TV 애니메이션 「원피스」의 스페셜 프로그램.

## 출시일
- 2015년 8월 22일 (일본)
- 2016년 8월 15일 (대한민국)

## 줄거리
'신세계'에 진출한 밀짚 모자 일당은 펑크 해저드 섬에서 재회 한 트라팔가 로우와 동맹을 맺고 사황 카이도우와 연결도플라밍고가 다스리는 드레스로사에 잠입한다. 그러나 거기서 죽은 동생 에이스 이글이글열매"가 콜로세움의 상금으로 나오는 것을 알았다 루피는 루시라는 이름으로 대회에 출전한다. 한편, 혁명군의 일원으로 활동하는 루피의 또 하나의 형 사보도 동료와 함께 드레스로사에 잠입했다.

## 목소리 출연
- 강수진 - 루피
- 표영재 - 사보
- 김장 - 에이스 / 노란 장난감
- 이선주 -  어린 사보
- 엄상현 - 이런 에이스 / 시저 클라운
- 정미숙 - 이런 루피 / 나미
- 김승준 - 조로 / 내레이션
- 김소형 - 우솝 / 엘리자베로 2세 / 사보 아빠
- 박성태 - 상디 / 브루탈 불 / 장 앵고 / 트레볼
- 김현지 -  쵸파 / 스테리 / 아이
- 소연 - 로빈 / 식당 종업원
- 이주창 - 프랑키
- 김정호 - 흰수염 / 폴 세미 / 악어
- 온영삼 - 거프 / 고릴라 / 죄수 1
- 정승욱 - 붉은 개 / 식당 사장
- 안장혁 - 푸른 꿩 / 개츠
- 문관일 - 보라 호랑이
- 소정환 - 센고쿠 / 사이
- 최한 - 도플라밍고 / 장난감 경비
- 이장우 - 디아만테
- 김영선 - 트리팔가 로우 / 부 / 경찰
- 이규석 - 해크 / 이완코프
- 정혜옥 - 코알라
- 박리나 - 레베카
- 성선녀 - 다단
- 장광 - 돈 칭자오 / 아빠 장난감
- 홍범기 - 바르톨로메오
- 장호비 - 외다리 병정 (퀴로스) / 죄수 3
- 송준석 - 블루잼 / 킨에몬 / 보비 펑크
- 우정신 - 바이올렛 / 아이 엄마
- 이재용 - 몽키 D. 드래곤 / 하이루딘 / 죄수 2
- 손종환 - 징베 / 세계귀족
- 정유정 - 슈가 / 진행요원
- 김지율 - 지저스 바제스 / 인헬
- 손수호 - 글라디우스 / 켈리 펑크
- 신용우 - 캐번디시 / 도리
- 김가령 - 사보 엄마 / 코튼
- 이새벽 - 레오
- 김신우 - 블라멩고 / 이데오 / 커브